# Prowincja Hải Dương
Hải Dương wymowaⓘ – prowincja Wietnamu, znajdująca się w północnej części kraju, w Regionie Delty Rzeki Czerwonej.

## Podział administracyjny
W skład prowincji Hải Dương wchodzi jedenaście dystryktów oraz jedno miasto.
- Miasta:

1. Hải Dương

- Dystrykty:

1. Bình Giang
2. Cẩm Giàng
3. Chí Linh
4. Gia Lộc
5. Kim Thành
6. Kinh Môn
7. Nam Sách
8. Ninh Giang
9. Thanh Hà
10. Thanh Miện
11. Tứ Kỳ